# Dominique Collinet
Dominique baron Collinet (Luik, 20 april 1938) is een Belgisch voormalig bedrijfsleider en bestuurder. Hij was gedelegeerd bestuurder en voorzitter van de raad van bestuur van kalkgroep Carmeuse.

## Levensloop
Dominique Collinet studeerde economie aan de Université de Liège (1960). Vervolgens was hij tien jaar secretaris-generaal van kalkgroep Carmeuse. In 1970 werd hij er gedelegeerd bestuurder. Onder zijn leiderschap groeide de familieonderneming tot een wereldwijde groep uit, wist ze de crisis van de jaren 1970 te overwinnen en investeerde ze in buitenlandse markten. In januari 2003 volgde Philippe Delaunois hem als CEO van Carmeuse op.
Hij was:
- censor (1997-2001) en regent (2001-2002) van de Nationale Bank van België,[2][3]
- bestuurder van de Fédération des industries extractives et transformatrices de roches non combustibles (Fediex),
- vicevoorzitter en lid van het directiecomité van het Verbond van Belgische Ondernemingen,
- voorzitter van de Waalse werkgeversvereniging Union Wallonne des Entreprises (1993-1996),
- medeoprichter van CEPIC,
- voorzitter van de raad van bestuur van de holding Mosane,
- bestuurder van de Luikse afdeling van CGE-Paris, Cobepa, de Groupe Bruxelles Lambert en Spadel (1995-2008),
- stichtend lid van de Cercle de Lorraine,
- bestuurder van cultuurfestival Europalia,
- vicevoorzitter van de European Landowners' Organisation.

Collinet werd in 1998 in de Belgische adel opgenomen met de titel van baron voor hem en al zijn afstammelingen.